# 허영택
허영택(1960년 ~ )은 대한민국의 기업인이다. 프로야구단 KIA 타이거즈의 대표이사다. KIA 자동차슬로박공장 관리팀장 직책을 수행하다가 2013년 10월말에 전무이사로 승진하고 김조호 전임 단장의 후임으로 KIA 타이거즈 단장으로 취임했고 2017년 12월 4일자로 대표이사로 취임한다.